# Cofana lineata
Cofana lineata  (лат.) — вид прыгающих насекомых рода Cofana из семейства цикадок (Cicadellidae). Юго-Восточная Азия (Шри-Ланка, Индия, Непал, Индонезия). Жёлтоватовато-коричневые цикадки. Длина самцов — 5,4—5,9 мм, самок — 6,0—6,6 мм. Между оцеллиями расположено чёрное пятно. Питаются соками растений. Вид был впервые описан в 1908 году английским энтомологом Уильямом Лукасом Дистантом (1845—1922).